# Cipangopaludina
Cipangopaludina consiste en un género de caracoles de agua dulce con branquias y opérculos, moluscos gasterópodos acuáticos de la familia Viviparidae.

## Distribución
Existen 11 especies y 2 subespecies en China. 

## Especies
Las especies dentro del género Cipangopaludina incluyen:
- Cipangopaludina annandalei Brandt, 1968[3]
- Cipangopaludina aubryana (Heude, 1890)[2]
- Cipangopaludina cathayensis (Heude, 1890)[2]
- Cipangopaludina chinensis (Gray, 1834) - sinónimo: Bellamya chinensis (Reeve 1863), Cipangopaludina wingatei - caracol misterioso chino[2][4]
  - Cipangopaludina chinensis fluminalis (Heude, 1890)[2]
- Cipangopaludina haasi (Prashad, 1928) - sinónimo: Cipangopaludina chinensis haasi Prashad, 1928[2]
- Cipangopaludina hainanensis (Möllendorff, 1909)[2]
- Cipangopaludina japonica (von Martens, 1861)
- Cipangopaludina latissima (Dautzenberg & H. Fischer, 1905)[2]
- Cipangopaludina lecythoides (Benson, 1842)[2]
- Cipangopaludina lecythis (Benson, 1836)[5] - sinónimo: Cipangopaludina ampulliformis[6]
  - Cipangopaludina lecythis ampullacea (Charpentier, 1863)[2]
- Cipangopaludina malleata (Reeve, 1863) - especie tipo del género Cipangopaludina[2]
- Cipangopaludina miyagii Kuroda, 1941[7]
- Cipangopaludina patris (Kobelt, 1909)[2]
- Cipangopaludina ussuriensis (Gerstfeldt, 1859)[2]
- Cipangopaludina ventricosa (Heude, 1890)[2]
- Cipangopaludina zejaensis Moskvicheva, 1979[8]

sinónimos
- Cipangopaludina dianchiensis Zhang, 1990 es un sinónimo de Margarya dianchiensis (Zhang, 1990)[2]
- Cipangopaludina menglaensis Zhang, Liu & Wang, 1981 es un sinónimo de Mekongia menglaensis (Zhang, Liu & Wang, 1981)[2]
- Cipangopaludina yunnanensis Zhang, Liu & Wang, 1981 es un sinónimo de Mekongia yunnanensis (Zhang, Liu & Wang, 1981)[2]